# Bernger af Horheim
Bernger af Horheim (tysk: Bernger von Horheim) var en rhinsk Minnesänger fra det sene 12. århundrede. Han skrev om høvisk kærlighed, og var påvirket af Frederik af Hausen.